# Yunnanilus sichuanensis
Yunnanilus sichuanensis és una espècie de peix de la família dels balitòrids i de l'ordre dels cipriniformes.

## Morfologia
Les femelles poden assolir els 6,6 cm de longitud total.

## Distribució geogràfica
Es troba a Sichuan (Xina).